# Rafinesquia
Rafinesquia Nutt. är ett släkte av korgblommiga växter. Rafinesquia ingår i familjen korgblommiga växter.
Kladogram enligt Catalogue of Life:
| Rafinesquia | \| \| Rafinesquia californica \| \| \| \| \| \| Rafinesquia neomexicana \| \| \| \| |
|             | \| \| Rafinesquia californica \| \| \| \| \| \| Rafinesquia neomexicana \| \| \| \| |
|             | Rafinesquia californica                                                             |
|             |                                                                                     |
|             | Rafinesquia neomexicana                                                             |
|             |                                                                                     |

## Bildgalleri

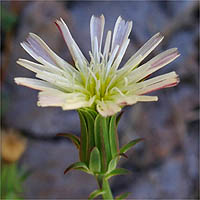
Rafinesquia californica